# Helmut Wenck
Helmut Wenck (* 2. Juni 1935 in Leipzig) ist ein deutscher Chemiker, Chemiedidaktiker und Hochschullehrer.

## Leben
Wenck besuchte bis 1952 die humanistische Thomasschule zu Leipzig. Nach dem Abitur studierte er Chemie und Mathematik an der Universität Leipzig. Er diplomierte bei Herbert Staude und Günter Langhammer am Institut für Physikalische Chemie. Danach war er Chemielehrer in Leipzig und arbeitete für naturwissenschaftliche Fachverlage.
1960 wechselte er an die Eberhard Karls Universität Tübingen und studierte Angewandte Chemie, Pharmakognosie und Botanik. Im Jahr 1966 wurde er bei Gustav Kortüm am  Institut für Physikalische Chemie zum Dr. rer. nat. promoviert. Sein Dissertationsthema waren Leitfähigkeitsmessungen an schwachen Säuren. Von 1966 bis 1974 war er wissenschaftlicher Mitarbeiter bei Ferdinand Schneider am Physiologisch-chemischen Institut Tübingen. Gleichzeitig arbeitete er im Lehrauftrag an der Pädagogischen Hochschule Ludwigsburg.
1971 wurde er zum ordentlichen Professor für Chemie und Didaktik der Chemie an der Pädagogischen Hochschule Westfalen-Lippe berufen. 1980 wurde er Ordinarius an der  Universität Bielefeld. Von 1987 bis 1988 und von 1997 bis 2000 war er dort Dekan der Fakultät für Chemie sowie Mitglied des Senats.
Von 1987 bis 1993 war er Mitglied des Vorstandes der Gesellschaft für Didaktik der Chemie und Physik (GDCP).
Wenck lebt in Schloß Holte-Stukenbrock bei Bielefeld. Er ist Beisitzer im Evangelischen Arbeitskreis der CDU Nordrhein-Westfalen und kandidierte sowohl für den 17. Deutschen Bundestag (2009) als auch für den 18. Deutschen Bundestag (2013) auf einem Listenplatz der CDU in NRW.

## Preise
- 1989: Wolfgang und Manfred Flad-Preis der Fachgruppe Chemieunterricht der Gesellschaft Deutscher Chemiker (für seine Verdienste um die Förderung der experimentellen Schulchemie)[1]

## Schriften (Auswahl)
- Leitfähigkeitsmessungen an schwachen Säuren in Methanol-Wasser-Gemischen und theoretische Betrachtungen als Beitrag zur Thermodynamik von Elektrolyt-Lösungen. Dissertation, Tübingen 1966.
- Über die Brauchbarkeit des Fuoss-Kraus-Verfahrens und des Additivitäts-verfahrens nach Kohlrausch zur Auswertung von Leitfähigkeitsmessungen an schwachen Säuren in Wasser-Methanol-Mischungen. In: Berichte der Bunsengesellschaft für physikalische Chemie 70 (1966) 4, 435–443. doi:10.1002/bbpc.19660700407 (gemeinsam mit Gustav Kortüm)
- Mechanistische Untersuchung zur Acyl-Übertragung von Thioestern auf Amino- und Imidazolgruppen. In: Helvetica Chimica Acta 56 (1973) 6, 2036–2044. doi:10.1002/hlca.19730560626 (gemeinsam mit Jürgen Polster)
- Experimentelle Chemie der Nucleinsäuren. (= Praxis Schriftenreihe Chemie 48) Aulis Verlag, Köln 1988, ISBN 3-7614-1199-5. (gemeinsam mit Grit Kruska)
- Das Experiment: Ionenselektive Elektroden. In: Chemie in unserer Zeit 23 (1989) 6, 207–209. doi:10.1002/ciuz.19890230605 (gemeinsam mit Kerstin Höner)
- Berufliche Bildung in der Chemie. In: Chemkon 3 (1996) 3, 113. doi:10.1002/ckon.19960030302
- Katalyse – Biokatalyse. (= Praxis Schriftenreihe Chemie 54) Aulis Verlag, Köln 2001, ISBN 3-7614-2284-9. (gemeinsam mit Kerstin Höner)
- Biochemische Brennstoffzellen im schulchemischen Experiment. In: Chemikon 8 (2001) 3, 138–142. doi:10.1002/ckon.20010080305 (gemeinsam mit Jean Marc Orth)